# Агатенбург
Агатенбург (нім. Agathenburg) — громада в Німеччині, розташована в землі Нижня Саксонія. Входить до складу району Штаде. Складова частина об'єднання громад Горнебург.
Площа — 11,32 км2. Населення становить 1355 ос. (станом на 31 грудня 2021).

## Галерея

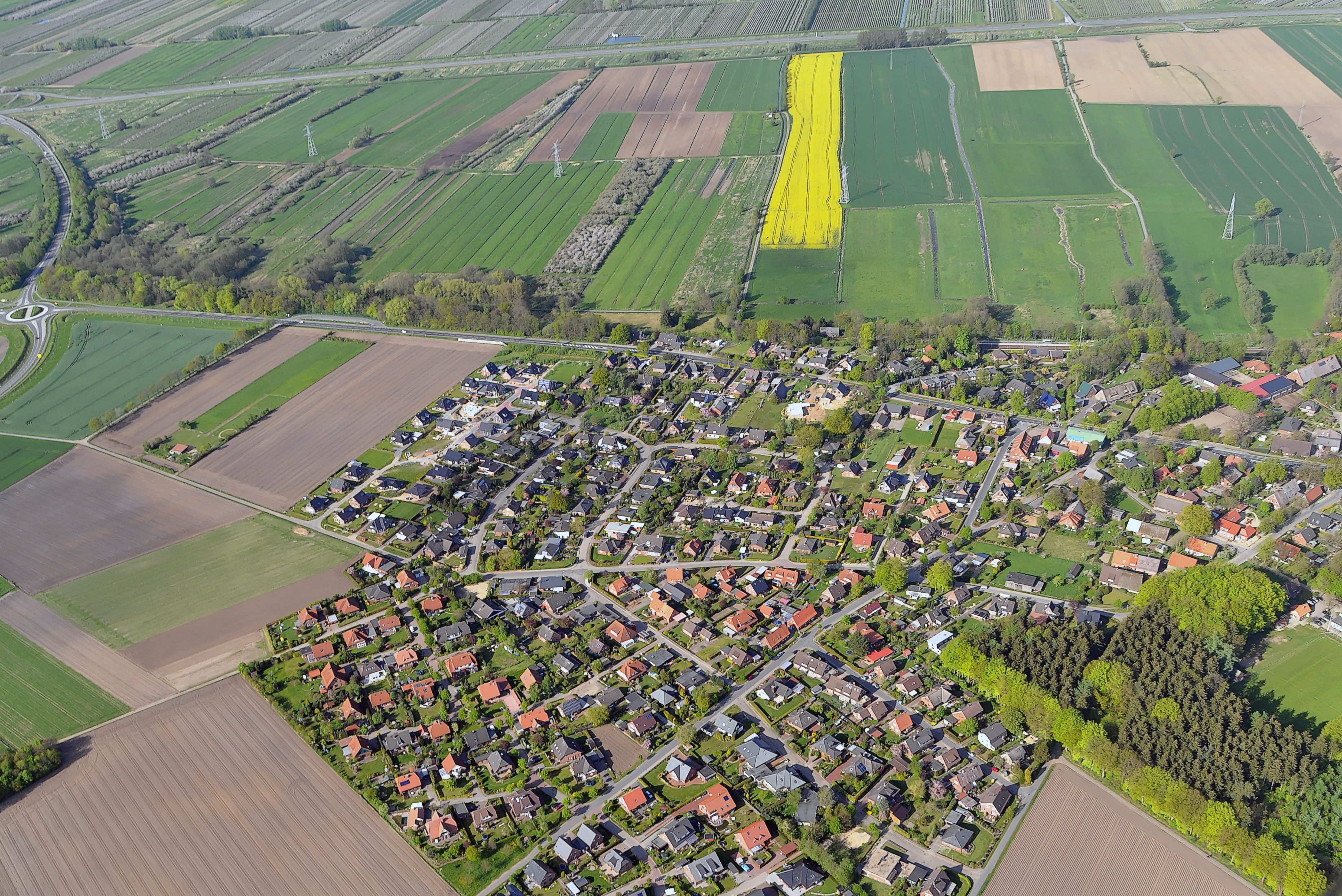
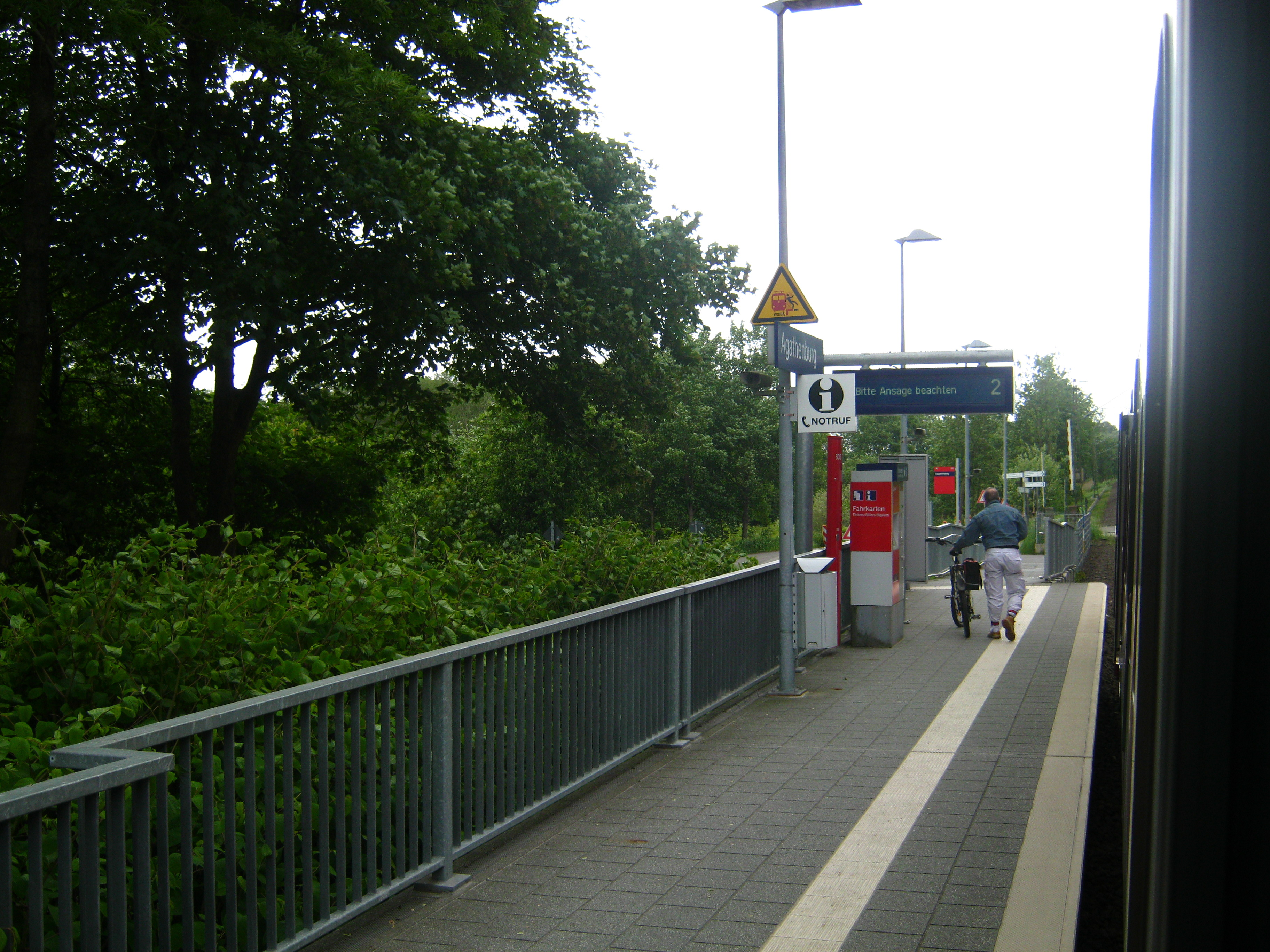